# Plattentests.de
Plattentests.de, zuvor Plattentests Online, ist ein E-Zine, das schwerpunktmäßig Rezensionen zu aktuellen Albenveröffentlichungen bietet. Die besprochenen Tonträger gehören großteils dem Rockmusik- und Indie-Lager an, darüber hinaus werden aber auch ausgewählte Pop-, Folk-, Metal-, Electro-, Alternative-Country- und Hip-Hop-Platten behandelt.

## Geschichte
Die Website existiert seit Herbst 1999, dabei wurde sie in den Jahren 2000 und 2009 jeweils umfangreich umgestaltet. Zur Chefredaktion gehören neben dem Gründer der Seite Armin Linder mit Thomas Pilgrim, Stephan Müller, Jennifer Depner, Pascal Bremmer, Eric Meyer, Kevin Holtmann und Felix Heinecker noch sieben weitere Redakteure. Daneben sind mehr als 20 weitere Personen als Schreiber für Plattentests.de tätig. Zu den ehemaligen Mitarbeitern gehört unter anderem Lukas Heinser.
Das Projekt finanziert sich durch Werbeeinnahmen aus Bannereinblendungen und Affiliate-Programmen.

## Rezensionen
Für die Rezensionen bedienen sich die Redakteure einer Skala von 1 bis 10 Punkten. „The Brotherhood“ von Running Wild und „Dance of Death“ von Iron Maiden wurden mit der scherzhaften Wertung 6,66/10 bedacht. Die Leser von Plattentests.de haben die Möglichkeit, die besprochenen Alben selbst zu bewerten, die durchschnittliche Leserbewertung wird jeweils zusätzlich zur Redaktionsbewertung angezeigt.
Neben verschiedenen „Surftipps“ findet sich bei jeder Plattenrezension abschließend ein Abschnitt „Referenzen“, in welchem auf „Einflüsse der Band und vergleichbar klingende Bands“ verwiesen wird.

### Alben mit Höchstwertung
Seit dem Start der Seite und seither über 7000 Plattenbesprechungen erhielten bisher lediglich die folgenden sechzehn Alben die Höchstwertung:
- 1999: Blur – 13
- 1999: dEUS – The Ideal Crash
- 2000: The Cure – Bloodflowers
- 2000: Elliott Smith – Figure 8
- 2000: Radiohead – Kid A
- 2001: Radiohead – Amnesiac
- 2002: … And You Will Know Us by the Trail of Dead – Source Tags & Codes
- 2002: Dredg – El Cielo
- 2002: Queens of the Stone Age – Songs for the Deaf
- 2004: Modest Mouse – Good News for People Who Love Bad News
- 2006: Joanna Newsom – Ys
- 2014: Alt-J – This Is All Yours
- 2017: Radiohead – OK Computer OKNOTOK 1997 2017
- 2017: The War on Drugs – A Deeper Understanding
- 2019: The National – I Am Easy to Find
- 2023: King Gizzard & the Lizard Wizard – Live at Red Rocks '22

## Weitere Inhalte
Auf Plattentests.de findet sich zudem ein stark frequentiertes Forum, des Weiteren bietet die Website in seltenen, unregelmäßigen Abständen Specials an, die vorwiegend aus Interviews, Festivalberichten und Jahrespolls bestehen. Wöchentlich wird eine „Platte der Woche“ gekürt und prominent auf der Website vorgestellt. In einem eigenen Bereich auf der Website gibt es die Lesercharts, weiterhin bietet Plattentests.de einen Newsletter an. Gelegentlich werden auch Tourneen von Musikgruppen von Plattentests.de präsentiert.

## Bedeutung und Rezeption
Plattentests.de gilt aufgrund seiner ausführlichen Rezensionen auf hohem Niveau als „eine Instanz in Sachen Musikjournalismus im Netz“. Mehrere Mitarbeiter der Seite wurden von stilistisch ähnlichen Musikmagazinen wie Visions, Spex und der deutschen Ausgabe des Rolling Stone rekrutiert. In den Jahrescharts dieser Zeitschriften erreicht Plattentests.de gelegentlich hohe Platzierungen. So gelangte die Seite 2006 in der Leserumfrage der Visions auf den 3. Platz hinter der offiziellen Visions-Webpräsenz und der des Spiegels.
Bei einer Leserbefragung der Intro belegte Plattentests.de sowohl 2006 als auch 2008 den sechsten Platz, 2016 erreichte man in der Kategorie „Bester Blog / Beste Website“ den achten Platz. In der Spex erreichte man im Jahr 2007 den zwölften Platz, in den Jahren 2012 und 2014 landete die Seite auf Platz sieben in der Kategorie „Beste Website“, 2013 auf Rang vier. Der Musikexpress führte die Seite 2006 auf Platz acht und 2008 auf Platz zehn. Im Jahrespoll 2011 dieses Magazins wurde die Seite auf Platz vier gewählt, 2012 auf den neunten Rang. 2014 und 2016 erreichte Plattentests.de den vierten bzw. achten Platz.
Anlässlich des 15. bzw. 16. Geburtstags veranstaltete Plattentests.de zwei Jubiläumsfeiern in München, bei denen unter anderem Thees Uhlmann (Tomte), Markus Acher (The Notwist) sowie die schottische Band There Will Be Fireworks auftraten. Beide Feste waren ausverkauft.

## Alben-Jahrescharts
Jeweils zum Jahresende werden die Leser der Seite aufgefordert, ihre Favoriten des Jahres an Plattentests.de zu übermitteln. Im Jahr 2009 beteiligten sich daran zuletzt über 2500 Personen. Nach Auswertung der Einsendungen werden die Ergebnisse im Rahmen des so genannten „Jahrespolls“ den Redaktionslieblingen gegenübergestellt.
| Jahr | Redaktion | Leser |
| ---- | --- | --- |
| 2000 | 1. Radiohead – Kid A 2. Placebo – Black Market Music 3. Scumbucket – Finistra                                                      | 1. Radiohead – Kid A 2. Placebo – Black Market Music 3. Deftones – White Pony                                                             |
| 2001 | 1. Jimmy Eat World – Bleed American 2. Slut – Lookbook 3. Blackmail – Bliss, Please                                                | 1. Jimmy Eat World – Bleed American 2. The Strokes – Is This It 3. Tool – Lateralus                                                       |
| 2002 | 1. Dredg – El Cielo 2. Kettcar – Du und wieviel von deinen Freunden 3. Queens of the Stone Age – Songs for the Deaf                | 1. Queens of the Stone Age – Songs for the Deaf 2. Coldplay – A Rush of Blood to the Head 3. Dredg – El Cielo                             |
| 2003 | 1. Tomte – Hinter all diesen Fenstern 2. Radiohead – Hail to the Thief 3. Blur – Think Tank                                        | 1. Radiohead – Hail to the Thief 2. A Perfect Circle – Thirteenth Step 3. The Mars Volta – De-Loused in the Comatorium                    |
| 2004 | 1. Modest Mouse – Good News for People Who Love Bad News 2. Franz Ferdinand – Franz Ferdinand 3. Wilco – A Ghost Is Born           | 1. Franz Ferdinand – Franz Ferdinand 2. Modest Mouse – Good News for People Who Love Bad News 3. The Libertines – The Libertines          |
| 2005 | 1. Bloc Party – Silent Alarm 2. Dredg – Catch Without Arms 3. … And You Will Know Us by the Trail of Dead – Worlds Apart           | 1. Bloc Party – Silent Alarm 2. Maxïmo Park – A Certain Trigger 3. … And You Will Know Us by the Trail of Dead – Worlds Apart             |
| 2006 | 1. Joanna Newsom – Ys 2. Tomte – Buchstaben über der Stadt 3. TV on the Radio – Return to Cookie Mountain                          | 1. Arctic Monkeys – Whatever People Say I Am, That’s What I’m Not 2. Tool – 10,000 Days 3. Tomte – Buchstaben über der Stadt              |
| 2007 | 1. Tocotronic – Kapitulation 2. Radiohead – In Rainbows 3. Arcade Fire – Neon Bible                                                | 1. Radiohead – In Rainbows 2. Bloc Party – A Weekend in the City 3. Arcade Fire – Neon Bible                                              |
| 2008 | 1. Portishead – Third 2. Fleet Foxes – Fleet Foxes 3. The Gaslight Anthem – The '59 Sound                                          | 1. Portishead – Third 2. The Gaslight Anthem – The '59 Sound 3. Fleet Foxes – Fleet Foxes                                                 |
| 2009 | 1. Mumford & Sons – Sigh No More 2. Japandroids – Post-Nothing 3. The Antlers – Hospice                                            | 1. Mumford & Sons – Sigh No More 2. The xx – The xx 3. Phoenix – Wolfgang Amadeus Phoenix                                                 |
| 2010 | 1. Arcade Fire – The Suburbs 2. The National – High Violet 3. Deerhunter – Halcyon Digest                                          | 1. Arcade Fire – The Suburbs 2. The National – High Violet 3. Tocotronic – Schall & Wahn                                                  |
| 2011 | 1. Bon Iver – Bon Iver 2. The Antlers – Burst Apart 3. Zola Jesus – Conatus                                                        | 1. Bon Iver – Bon Iver 2. Radiohead – The King of Limbs 3. Casper – XOXO                                                                  |
| 2012 | 1. Alt-J – An Awesome Wave 2. The xx – Coexist 3. Japandroids – Celebration Rock                                                   | 1. Mumford & Sons – Babel 2. The xx – Coexist 3. Grizzly Bear – Shields                                                                   |
| 2013 | 1. The National – Trouble Will Find Me 2. Arcade Fire – Reflektor 3. Biffy Clyro – Opposites                                       | 1. Arcade Fire – Reflektor 2. The National – Trouble Will Find Me 3. Queens of the Stone Age – … Like Clockwork                           |
| 2014 | 1. The War on Drugs – Lost in the Dream 2. Alt-J – This Is All Yours 3. Interpol – El Pintor                                       | 1. Alt-J – This Is All Yours 2. The War on Drugs – Lost in the Dream 3. Interpol – El Pintor                                              |
| 2015 | 1. Sufjan Stevens – Carrie & Lowell 2. Tocotronic – Tocotronic (Das rote Album) 3. Blur – The Magic Whip                           | 1. Sufjan Stevens – Carrie & Lowell 2. Bilderbuch – Schick Schock 3. Steven Wilson – Hand. Cannot. Erase.                                 |
| 2016 | 1. Nick Cave & The Bad Seeds – Skeleton Tree 2. Drangsal – Harieschaim 3. Bon Iver – 22, A Million                                 | 1. Radiohead – A Moon Shaped Pool 2. David Bowie – Blackstar 3. Bon Iver – 22, A Million                                                  |
| 2017 | 1. The War on Drugs – A Deeper Understanding 2. The National – Sleep Well Beast 3. Slowdive – Slowdive                             | 1. The War on Drugs – A Deeper Understanding 2. The National – Sleep Well Beast 3. Kettcar – Ich vs. Wir                                  |
| 2018 | 1. Tocotronic – Die Unendlichkeit 2. Anna von Hausswolff – Dead Magic 3. Fucked Up – Dose Your Dreams                              | 1. Tocotronic – Die Unendlichkeit 2. Idles – Joy as an Act of Resistance 3. Arctic Monkeys – Tranquility Base Hotel & Casino              |
| 2019 | 1. Lana Del Rey – Norman Fucking Rockwell! 2. The National – I Am Easy to Find 3. Fontaines D. C. – Dogrel                         | 1. The National – I Am Easy to Find 2. Tool – Fear Inoculum 3. Nick Cave and The Bad Seeds – Ghosteen                                     |
| 2020 | 1. Phoebe Bridgers – Punisher 2. Fiona Apple – Fetch the Bolt Cutters 3. Bright Eyes – Down in the Weeds, Where the World Once Was | 1. Phoebe Bridgers – Punisher 2. Die Ärzte – Hell 3. Fontaines D. C. – A Hero’s Death                                                     |
| 2021 | 1. The Notwist – Vertigo Days 2. The War on Drugs – I Don’t Live Here Anymore 3. Torres – Thirstier                                | 1. The War on Drugs – I Don’t Live Here Anymore 2. The Notwist – Vertigo Days 3. Danger Dan – Das ist alles von der Kunstfreiheit gedeckt |
| 2022 | 1. Die Nerven – Die Nerven 2. Nilüfer Yanya – Painless 3. The Smile – A Light for Attracting Attention                             | 1. Die Nerven – Die Nerven 2. Fontaines D.C. – Skinty Fia 3. Tocotronic – Nie wieder Krieg                                                |
| 2023 | 1. Sufjan Stevens – Javelin 2. Lana Del Rey – Did You Know That There’s a Tunnel Under Ocean Blvd 3. Boygenius – The Record        | 1. Blur – The Ballad of Darren 2. Sufjan Stevens – Javelin 3. The National – Laugh Track                                                  |